# Victor Campbell
Victor Lindsey Arbuthnot Campbell (Brighton, 25 agosto 1875 – Corner Brook, 19 novembre 1956) è stato un militare ed esploratore britannico.

## Biografia
Dopo una breve esperienza nella marina mercantile, nel 1895 entra nella Royal Navy. Nel 1910 prende parte alla spedizione Terra Nova di Robert Falcon Scott in Antartide. Al comando del Northern Party lascia capo Evans il 5 gennaio 1911 per esplorare la terra di re Edward VII. Avvistata la base di Amundsen, decide di far ritorno sull'isola di Ross per avvertire Scott della posizione del rivale. Decide poi di esplorare la terra della Regina Vittoria, costretto a trascorrere forzatamente 2 inverni lontano dal capo base, di cui il secondo nella baia Terra Nova all'isola Inexpressible il 20 settembre 1912 organizza una spedizione in slitta di oltre 300 km per tornare a capo Evans che raggiunge il 7 novembre. Durante la prima guerra mondiale partecipa alla battaglia di Gallipoli per poi essere impegnato nel mare del Nord e ad Arcangelo. Si ritira dalla Royal Navy nel 1922 ma torna in servizio nella seconda guerra mondiale dove viene impiegato a Trinidad ed in Canada.